# Джеймз Търбър
Джеймз Търбър (на английски: James Thurber) е американски журналист, карикатурист, драматург, илюстратор и писател на произведения в жанра социална драма, сатира, басня, детска литература и документалистика. Той е най-известен със своите карикатури и разкази, публикувани главно в „Ню Йоркър“ и събрани в многобройните му книги.

## Биография и творчество
Джеймз Гроувър Търбър е роден на 8 декември 1894 г. в Кълъмбъс, Охайо, САЩ, в семейството на Чарлз Търбър, чиновник, и Мери Фишър. Има двама братя. Когато е седемгодишен, при игра на Уилям Тел, брат му го прострелва със стрела в окото и той ослепява с него, а по-късно става почти напълно сляп през 1952 г. Заради това нараняване развива творчески ум и въображение (синдром на Чарлз Боне), които използва, за да изрази себе си в писмено творчество.
В периода 1913 – 1918 г. следва в Държавния университет на Охайо, където е член на братството „Фи Капа Пси“ и е редактор на студентското списание. През това време наема къща в Кълъмбъс, която през 1984 г. става музей на негово име. Заради лошото си зрение той не завършва университета, защото му пречи да вземе задължителен курс за обучение на офицери от запаса. През 1995 г. получава посмъртно научна степен.
В периода 1918 – 1920 г. работи като секретар по кодове на Държавния департамент на САЩ, първо във Вашингтон, а след това в посолството в Париж. При завръщането си в Кълъмбъс, в периода 1921 – 1924 г. работи като репортер за вестник The Columbus Dispatch и пише рецензии за книги, филми и пиеси в седмичната колона „Кредо и куриози“. После отива в Париж, откъдето в периода 1924 – 1925 г. пише като репортер за „Чикаго Трибюн“ и други вестници.
През 1925 г. се премества в Гринуич Вилидж в Ню Йорк и работи като репортер за „Ню Йорк Поуст“. През 1927 г., с помощта на Е. Б. Уайт, негов приятел и колега, започва да работи за „Ню Йоркър“. Кариерата му на карикатурист започва през 1930 г., след като Уайт намира някои от рисунките на Търбър в кофа за боклук и ги изпраща за публикуване. Статиите и рисунките му са публикувани в списанието до 50-те години на ХХ век, включително 6 корици.
През 1922 г. се жени за Алтея Адамс, с която живеят в окръг Феърфийлд, Кънектикът и имат дъщеря – Розмари. Развеждат се през 1935 г. През 1935 г. се жени за Хелън Уизмър, която став и негов редактор. След среща с писателя Марк Ван Дорен на ферибот до Мартас Винярд, летува в заедно с много други видни художници и автори в Корнуол, Кънектикът.
Първата му книга, „Необходим ли е сексът?“, в сътрудничество с Е. Б. Уайт, е издадена през 1929 г., и е пародия на популярните книги за секса и психологията от епохата. Много от разказите му са хумористични измислени мемоари от живота му. Най-известните му разкази са: „Кучето, което хапеше хората“, „Нощта, в която леглото падна“, „Потайният живот на Уолтър Мити“ (екранизиран във филми през 1947 и 2013 г.), „Седалката на котешкия присмехулник“, „Нощта, в която влезе призракът“, „Двойка хамбургери“, „Най-великият човек на света“, „Много луни“ (екранизиран във филми през 1973 и 1984 г.). Сборникът му „Мъжът на средна възраст на летящия трапец“, от годината на неговия развод, е с разкази за напрегнатото скрито течение на брачните раздори. Много от неговите творби са екранизирани в киното и телевизията.
Автор е на седемдесет и пет басни, публикувани в „Ню Йоркър“, а след това в сборниците „Басни за нашето време“ (1940) и „Още басни за нашето време“ (1956). Басните му включват антропоморфни животни (примерно „Момиченцето и вълкът“, версия на „Червената шапчица“) като главни герои и завършват с морален извод като слоган. Басните му са сатирични, а моралният извод служи като акцент, както и като съвет към читателя.
В разцвета на творчеството си, карикатурите му се появяват в десетки индивидуални и групови изложби, включително четири в Музея за модерно изкуство. Освен това той илюстрира свои и чужди книги и ръководи различни рекламни кампании.
През 1950 г. получава почетна докторска степен по литература от Кениън Колидж в Охайо, и от Уилямс Колидж в Масачузетс, а през 1953 г. почетна докторска степен по литература от Йейлския университет.
Джеймз Търбър получава инсулт на 4 октомври 1961 г. и е подложен на спешна операция. Той умира от усложнения от пневмония на 2 ноември 1961 г. в Ню Йорк. Погребан е в Кълъмбъс.
През 1997 г. на негово име е учредена литературна награда, която се дава за изключителни примери за американски хумор. Две от резиденциите му са включени в Националния регистър на историческите места на САЩ: къщата музей на Търбър от детството му в Охайо (през 1984 г.) и къщата на Санфорд-Къртис-Търбър в окръг Феърфийлд, Кънектикът (през 2007 г.).

## Произведения

### Самостоятелни романи
- Oh My, Omar (1921)[1]
- The Last Flower (1939)[2]
- The Male Animal – a New Comedy (1941) – с Елиът Нюджънт
- The White Deer (1945)
- The 13 Clocks (1950)
- The Wonderful O (1955)

### Сборници
- The Owl In the Attic and Other Predicaments (1931)[1][2]
- The Seal in the Bedroom and Other Predicaments (1932)[4]
- Middle-Aged Man on the Flying Trapeze (1935)
- Fables for Our Time (1940) – поезия
- Men, Women and Dogs (1940)
- Decade 1931 – 1941 (1941)
- Many Moons (1942)
- My World – and Welcome to It (1942)
- The Thurber Carnival (1942)
Панаир, изд.: „Хр. Г. Данов“, Пловдив (1983), прев. Божидар Стойков
- The Great Quillow (1944)
- Thurber Country (1946)
- The Beast in Me and Other Animals (1950)
- The Thurber Album (1952)
- Thurber Dogs (1955)
- Further Fables for Our Time (1956)
- Alarms and Diversions (1957)
- Lanterns and Lances (1961)
- Credos and Curios (1962)[3]
- Vintage Thurber (1963)
- Thurber and Company (1966)
- 92 Stories (1987)
- Collecting Himself (1989)
- People Have More Fun Than Anybody (1994)
- Better to Have Loafed and Lost (2002)
- The Secret Life of Walter Mitty (2005)
- Collected Fables (2019)

### Разкази (частично)
- The Secret Life of Walter Mitty (1939)
Потайният живот на Уолтър Мити, сп. „Словото днес“ (2004), прев. М. Райчева
- Interview with a Lemming (1941)
- The Catbird Seat (1942)
- The White Rabbit Caper (1949)

### Пиеси
- The Male Animal (1940) – с Елиът Нюджънт[3][5]
- A Thurber Carnival (1960)[4]

### Детска литература
- Many Moons (1943) – издаден и като The Princess Who Wanted The Moon[2][4]
- The Great Quillow (1944)
- The White Deer (1945)
- The 13 Clocks (1950)[3]
- The Wonderful O (1957)

### Документалистика
- Is Sex Necessary? (1929) – с Е. Б. Уайт[4][5][6]
- Let Your Mind Alone! (1937)[1]
- My Life and Hard Times (1948) – автобиография[3]
- On Poetry and Poets (1956)
- The Years with Ross (1959)
- The Executives in a Word Book (1963) – с Маргарет Ернст
- Thurber (1975) – с Бъртън Бърнстейн
- Selected Letters of James Thurber (1980)
- Thurber on Crime (1991) – с Робърт Лопрести

### Екранизации
- 1941 Rise and Shine – по My Life and Hard Times
- 1942 The Male Animal – с Хенри Фонда, Оливия де Хавиланд и Хети Макданиел[4]
- 1947 The Secret Life of Walter Mitty – с Дани Кей и Борис Карлоф
- 1959 The Battle of the Sexes – по разказа The Catbird Seat, с Питър Селърс и Робърт Морли
- 1966 Alice of Wonderland in Paris – по Many Moons
- 1969 – 1970 My World and Welcome to It – тв сериал, 26 епизода[5][5]
- 1972 The War Between Men and Women – с Джак Лемън и Барбара Харис
- 1973 Many Moons
- 1978 Sova – тв филм
- 1981 The Greatest Man in the World – тв филм
- 1983 Jackanory – тв сериал
- 1984 Hochu lunu – по Many Moons
- 2003 El señor Preble se libra de su mujer
- 2008 Mr. Pringle Gets Rid of His Wife
- 2009 A Unicorn in the Garden
- 2013 Тайният живот на Уолтър Мити, The Secret Life of Walter Mitty – с Бен Стилър

## Книги за него
- James Thurber (1985) – от Питър де Врис[1]